# Terra di Amu
La Terra di Amu è una zona mineraria per l'estrazione dell'oro dell'antico Egitto. Una regione ricca di giacimenti auriferi più volte citata nei documenti di epoca faraonica ed evidenziata nella lista delle miniere che il faraone Ramesse II (1279-1212 a.C. - XIX dinastia egizia)  fece incidere nel Tempio di Luxor.
La Terra di Amu è stata probabilmente localizzata nelle montagne di Abu Siha nel deserto nubiano Sudanese da una missione archeologica guidata dai fratelli Angelo e Alfredo Castiglioni tra novembre 2007 e gennaio 2008.

## L'ipotesi
Nel corso della ricerca è stata individuata, a breve distanza dal Nilo, nei pressi della terza cateratta, un'iscrizione geroglifica incisa su roccia in cui si legge "al ka dello scriba di Amu, Userahat", (traslitterazione di Alessandro Roccati). Questa citazione della terra di Amu, ha fatto supporre che probabilmente da quella zona iniziasse la pista che, attraverso il deserto, portava alla regione ricca di quarzo aurifero della catena montuosa di Abu Siha al centro del deserto orientale nubiano sudanese a circa 250 km dal Nilo, distanza percorribile in otto dieci giorni da una carovana di asini.

## L'itinerario della missione
La scoperta di Alcuni alama, (cumuli di pietre allineati a distanza opportuna per indicare la direzione alle carovane), hanno guidato la spedizione ad una prima miniera aurifera, quella di Umm Fit Fit, la più estesa, composta da numerosi e semplici ricoveri dei minatori di pietre a secco, isolati o aggregati, ubicati alla base di colli o incuneati in piccoli uidian. Sul terreno, sparsi tra i ricoveri, sono state ritrovate numerose "macine a sfregamento", tipologia ritenuta dall'egittologo Jean Vercoutter quella utilizzata in periodo egizio, e frammenti di vasellame risalenti alla stessa epoca. Del tutto assenti  le "macine a rotazione", più recenti e databili al periodo tolemaico e medievale arabo.
Seguendo la catena montuosa, a circa 25 km da Umm Fit Fit, la spedizione si è imbattuta nella miniera di Rod El-Ushai e procedendo verso est, dopo altri 45 km, in quella di Nasi el-Husan.
In entrambe le miniere non sono state rinvenute le macine e gli utensili dei minatori, il che fa supporre l'abbandono della zona di estrazione dell'oro a seguito dell'esaurimento delle vene di quarzo aurifero e il conseguente  trasferimento delle macini litiche in altre zone di estrazione. Indirettamente l'ipotesi viene confermata da quanto ritrovato nella miniera di Omar Khabash, 40 km a sud, dove gli utensili litici sono presenti ancora  numerosi in quanto la zona non era stata ancora completamente sfruttata.

## Conclusioni
La notevole ricchezza di vene di quarzo aurifero, le numerose  miniere e le imponenti tracce di antichi lavori di sterro alla ricerca di polvere aurifera alluvionale, accumulatasi nelle zone pedemontane per effetto di millenarie erosioni eoliche e fluviali, sono indizi che avvalorano ulteriormente l'ipotesi iniziale: la terra di Amu è localizzata nella catena montuosa di Abu Siha.